# Silverskiff
Il Silverskiff är en roddtävling i italienska Turin. Tävlingen organiseras av den lokala roddklubben R.S.C.Cerea och genomförs årligen första veckan i november. Tävlingen sträcker sig över 11 kilometer på floden Po. 
Tävlingen är öppen för roddare i singelsculler och lockar deltagare från hela världen. Såväl OS-deltagare som VM-segrare brukar vara med och slåss om topplaceringarna.